# HMS Ark Royal (91)
Vous lisez un « bon article » labellisé en 2017.
Pour les autres navires du même nom, voir HMS Ark Royal.
Le HMS Ark Royal (91) est un porte-avions de la Royal Navy qui participe à la Seconde Guerre mondiale.
Conçu en 1934 selon les restrictions du traité naval de Washington, l'Ark Royal est construit par Cammell Laird à Birkenhead, en Angleterre, lancé en 1937 et armé en novembre 1938. Sa conception diffère de ses prédécesseurs : il est le premier porte-avions sur lequel les hangars et le pont d'envol sont parties intégrantes de la coque au lieu d'être des rajouts sur la superstructure ; il peut emporter de 60 à 72 avions et possède des hangars sur deux niveaux. C'est ainsi qu'il est mis en service dans une période cruciale de l'histoire de l'aéronavale, et participe au développement et à l'amélioration de nombreuses tactiques impliquant les porte-avions.
L'Ark Royal sert sur les théâtres navals parmi les plus actifs de la Seconde Guerre mondiale : il est impliqué dans la destruction de plusieurs U-Boote, participe à la campagne de Norvège, à la poursuite du Bismarck, au convoyage d'avions (Club Runs) et à la protection de convois de ravitaillement pour Malte. Survivant de peu à plusieurs attaques, il est surnommé le « navire chanceux » ; les Allemands, de nombreuses fois, annoncent à tort son naufrage. Il est finalement torpillé le 13 novembre 1941 par le sous-marin allemand U-81, et coule le jour suivant. Son naufrage est l'objet de plusieurs enquêtes, afin de savoir comment le bâtiment a pu sombrer malgré la tentative de remorquage vers Gibraltar ; de nombreuses failles structurelles ayant contribué à la perte du navire sont mises à jour, erreurs rectifiées dans les porte-avions britanniques construits ultérieurement.
En décembre 2002, l'épave du HMS Ark Royal est découverte à environ 30 milles marins (56 km) au large de Gibraltar, à une profondeur de 1 000 mètres, par une société américaine utilisant un sonar monté sur un véhicule amphibie autonome. Elle participait à la réalisation, sous contrat avec la BBC, d'un documentaire sur le porte-avions.

## Conception

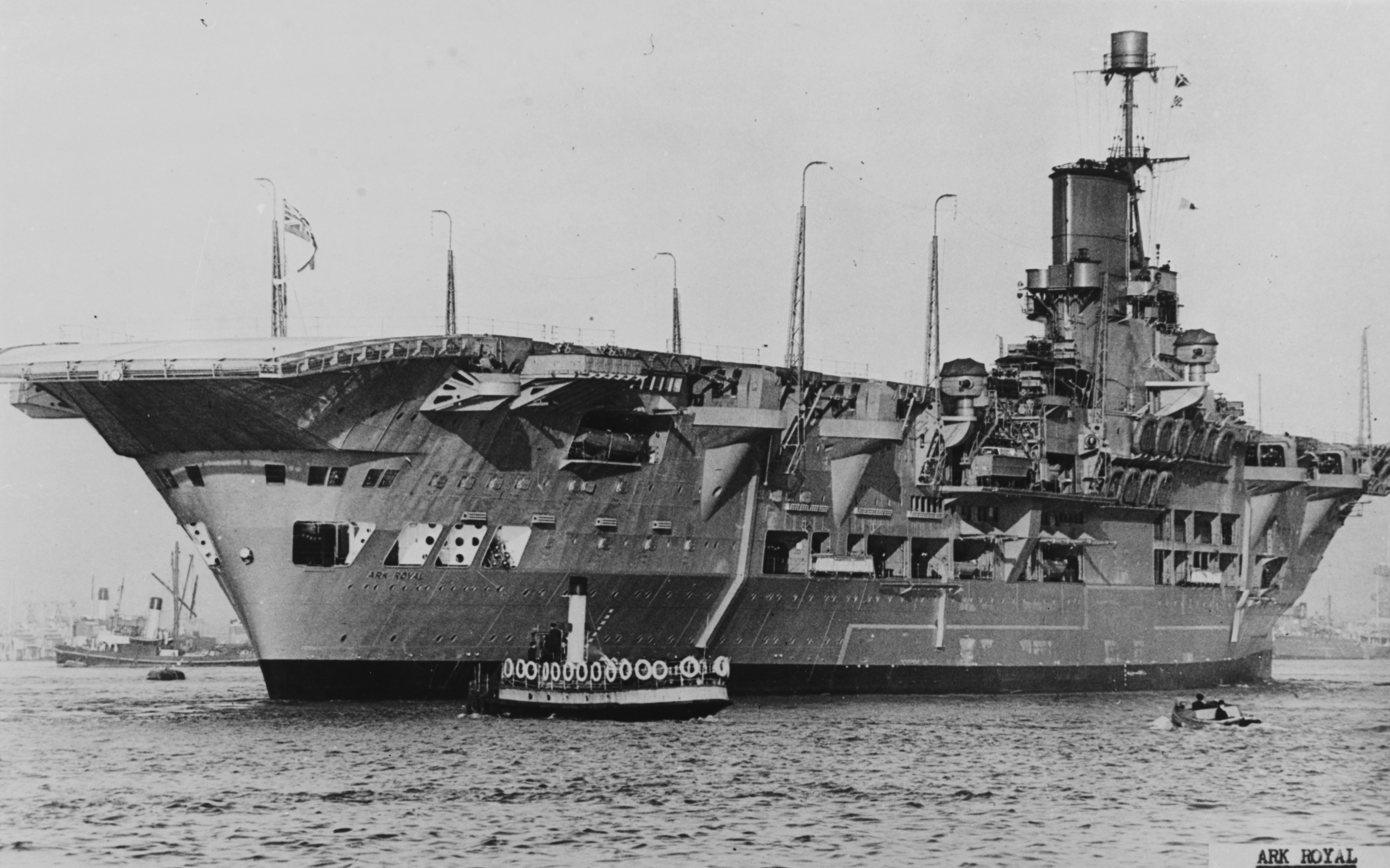
On peut voir sur cette photo que le pont d'envol de l'Ark Royal dépasse grandement la poupe.

En 1923, l'amirauté britannique conçoit un plan décennal d'armement visant notamment à la construction d'un porte-avions et l’acquisition de 300 avions pour la Fleet Air Arm. La situation économique suivant la Première Guerre mondiale induit un report dans la construction. En 1930, le directeur de la construction navale, Sir Arthur Johns, commence à mettre au point les plans d'un tel navire en y intégrant de nouvelles technologies. Son souhait est d'augmenter le nombre d'avions embarqués en réduisant les distances de décollage et d'atterrissage de ceux-ci. Pour cela, il combine l'utilisation de la catapulte et du brin d'arrêt, parvenant ainsi à gagner de l'espace pour le stockage et la préparation des avions,, avec la présence de deux ponts-hangar permettant à l'Ark Royal de transporter 72 avions. Cependant, le développement d'avions plus gros et plus lourds pendant la construction du porte-avions entraîne une réduction de leur nombre à 50 ou 60 unités. Les hangars des avions sont placés à l'intérieur de la coque et bénéficient ainsi de son blindage de ceinture : 4,5 pouces (114,3 mm). Trois ascenseurs permettent le déplacement des avions entre les hangars et le pont d'envol. Une autre particularité de ce porte-avions tient dans la longueur et la hauteur du pont d'envol. Ainsi, avec 800 pieds (243,8 m) de long, il est 118 pieds (36 m) plus long que la quille, les dimensions de celle-ci étant dictées par la taille des formes de radoub de Gibraltar et de Malte. Les hangars étant intégrés à la coque, le pont se situe très haut, à 66 pieds (20,1 m) au-dessus de la ligne de flottaison.
Après la Première Guerre mondiale, le tonnage maximal des navires de guerre de chaque nation est restreint par le traité naval de Washington puis par le traité naval de Londres, cette restriction devant expirer à la fin de l'année 1936. Une potentielle course aux armements navals opposant le Royaume-Uni, le Japon et l'Italie se dessinant, le gouvernement du Royaume-Uni cherche à faire signer le second traité naval de Londres, limitant le déplacement des porte-avions à 22 000 long tons (22 352 t). L'Ark Royal aurait respecté cette limite, anticipée. Ainsi, afin de réduire le poids, le blindage est limité à la ceinture, aux salles des machines et aux soutes à munitions ; l'utilisation du soudage en lieu et place du rivetage sur 65 % de la coque permet d'économiser 500 long tons (508 t). L'installation d'un pont d'envol blindé n'est pas possible : son poids trop important aurait dépassé les limites et réduit l'endurance et la stabilité du navire. Le porte-avions possède une ceinture anti-torpilles triple basée sur une structure vide-liquide-vide très semblable à celle utilisée sur les cuirassés de la classe King George V ; elle est conçue pour le protéger des torpilles ayant une ogive de moins de 750 livres (340 kilogrammes),.
Le navire est équipé de six chaudières, qui fournissent de l'énergie à trois turbines à engrenages Parsons. Celles-ci sont connectées via trois arbres de transmission aux trois hélices de 16 pieds (5 m) de diamètre qui peuvent théoriquement propulser l'Ark Royal à une vitesse de 30 nœuds (55,6 kilomètres par heure),. Cette vitesse est vitale pour le navire, lui permettant de se mettre au plus vite face au vent afin de lancer ou de récupérer ses avions. Pour ne pas mettre en danger son escorte par ces fréquents changements de cap, le porte-avions doit s'en éloigner avant de revenir lorsque les opérations de décollage ou d'atterrissage sont terminées. De plus, comme l'Ark Royal n'est pas équipé pour le combat navire contre navire, sa vitesse reste son atout le plus sûr.

## Construction

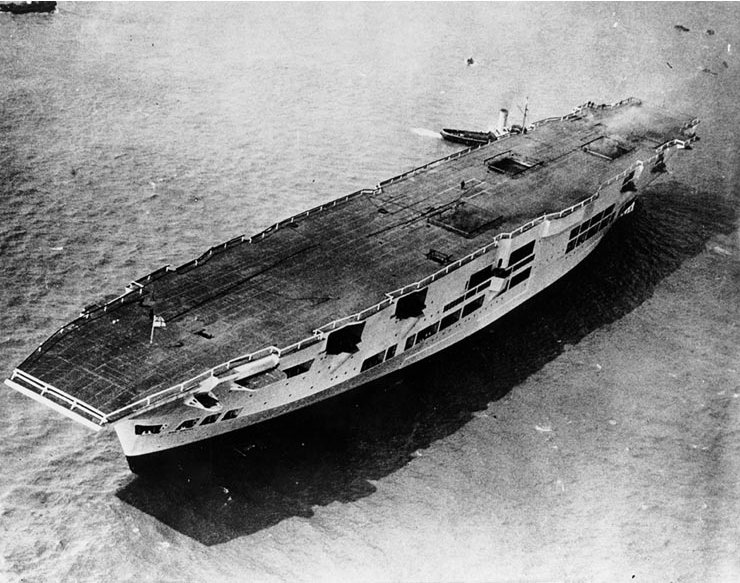
L'Ark Royal juste après son lancement : les ascenseurs sur le pont d'envol et les emplacements des canons antiaériens sur la coque sont bien visibles.

En 1933, la détérioration de la situation internationale, symbolisée par le réarmement de l'Allemagne et les velléités d'expansion de l'empire du Japon et de l'Italie fasciste, conduit les Britanniques à avancer des fonds pour la construction du porte-avions dans les propositions de budget de 1934. Finis en novembre 1934, les plans sont soumis en février 1935 à Cammell Laird, qui évalue le coût de la construction de la coque à 1 496 250 £ (
soit 104 630 000  £ en 2025) et celle des machines à environ 500 000 £, (
soit 34 960 000  £ en 2025). Le coût total est estimé à plus de trois millions de livres sterling, faisant de l'Ark Royal le navire le plus onéreux jamais commandé par la Royal Navy. La construction commence le 16 septembre 1935 sous l'intitulé « Job No. 1012 ».
L'Ark Royal passe presque deux ans en cale avant d'être lancé le 13 avril 1937 et baptisé par Mme Maud Hoare, l'épouse de Samuel Hoare, alors Premier Lord de l'Amirauté ; la bouteille de champagne ne se brise qu'à la quatrième tentative. Le porte-avions est ensuite armé durant un an avant que le commandant Arthur Power n'en prenne les commandes le 16 novembre 1938. Il est mis en service le 16 décembre. À l'origine prévu pour servir en Extrême-Orient, des événements plus proches comme la seconde guerre italo-éthiopienne en 1935 et la guerre d'Espagne en 1936 incitent l'Amirauté à le déployer dans la Home Fleet ou dans la Mediterranean Fleet. Après que son équipage l'a rejoint à la fin de l'année 1938, l'Ark Royal subit des essais en mer, durant lesquels il est capable d'aller au-dessus de sa vitesse maximale théorique, atteignant les 31 nœuds (57,4 km/h) ; en mai 1938, il atteint exactement les 31,2 nœuds (57,8 km/h), développant une puissance de 104 441 chevaux (76 816 kilowatts) pour un déplacement de 27 525 long tons (27 965 tonnes).

## Armement et avions
La principale préoccupation lors de la conception de l'armement de l'Ark Royal est la lutte antiaérienne, les avions étant perçus comme une menace majeure ; la fuite ou la présence de l'escorte constituent de meilleurs remparts contre les navires et les sous-marins. Son armement principal est constitué de seize canons de 4,5 pouces (114 mm) QF Mark I à double usage (antinavire et antiaérien) disposés en huit tourelles doubles, quatre de chaque côté de la coque guidés par le système de conduite de tir High Angle Control System. À l'origine, les tourelles devaient être placées plus bas sur la coque, mais cela fut modifié pour qu'elles soient situées juste en dessous du pont d'envol, accroissant ainsi leur champ de tir. Six affûts octuples de canons de 2 livres QF « pom-pom » sont installés sur le pont d'envol, devant et derrière la superstructure, alors que huit affûts quadruples de mitrailleuses de 12,7 mm Vickers sont installés sur de petites plateformes à l'avant et à l'arrière du pont d'envol.
Seize escadrons de la Fleet Air Arm sont basés sur le porte-avions durant sa carrière, une moyenne de cinq étant présents simultanément. À son entrée en service, la plupart de ceux-ci sont équipés de Blackburn Skua, utilisés comme chasseurs et bombardiers en piqué, ou de Fairey Swordfish, pour la reconnaissance et le torpillage. À de rares occasions, le porte-avions a été l'hôte d'autres avions, tels des Blackburn Roc d'avril 1939 à octobre 1940 ou des Fairey Albacore durant le mois d'octobre 1941 ; ce sont des avions de remplacement, utilisés en complément des escadrons déjà présents sur le navire. En juin 1940, l'Ark Royal accueille le 701 Naval Air Squadron, une escadrille d'entraînement qui utilise des Supermarine Walrus, un avion amphibie de reconnaissance.

## Histoire

### Début de la guerre

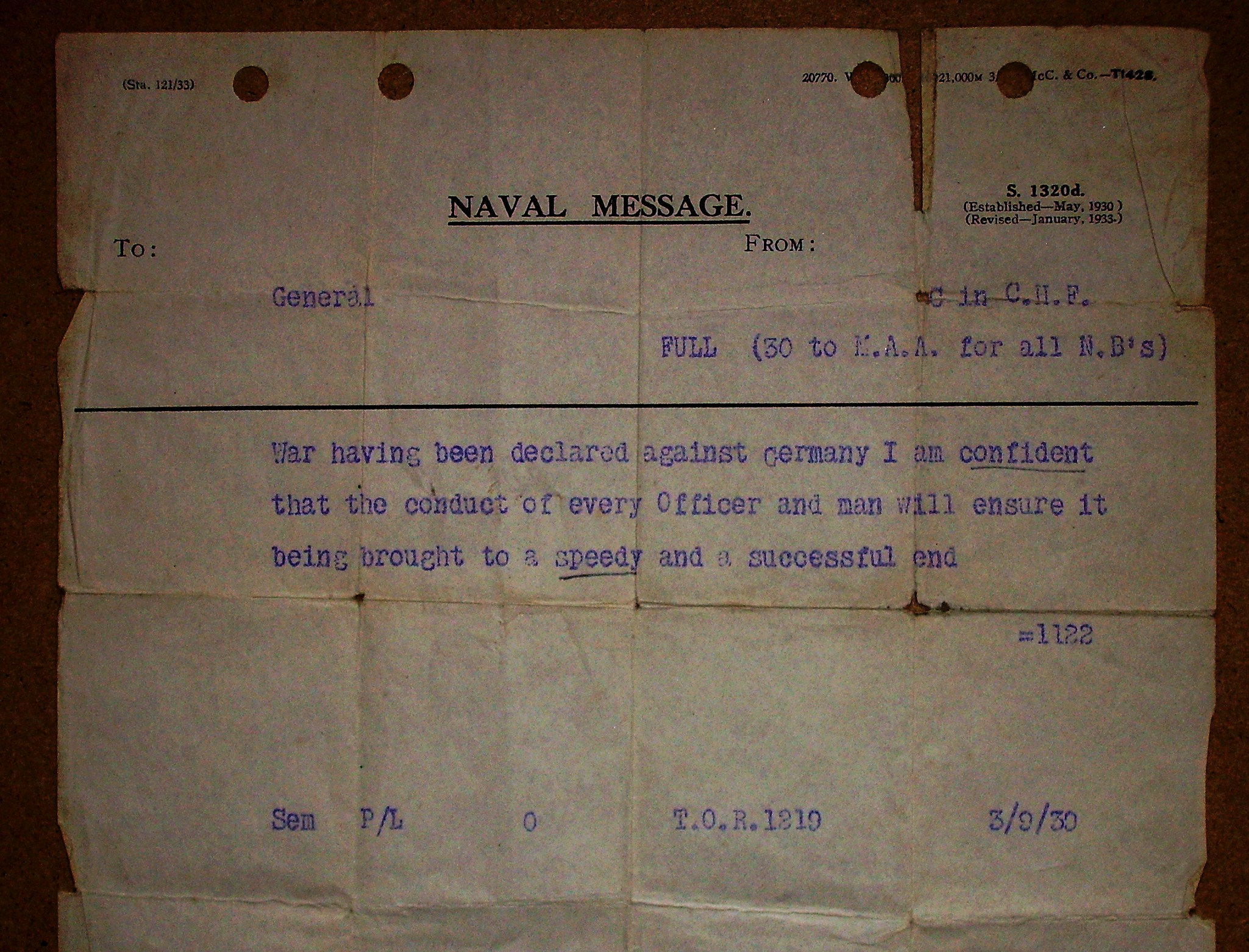
Le message envoyé au porte-avions l'informant de la déclaration de guerre allemande le 3 septembre 1939.

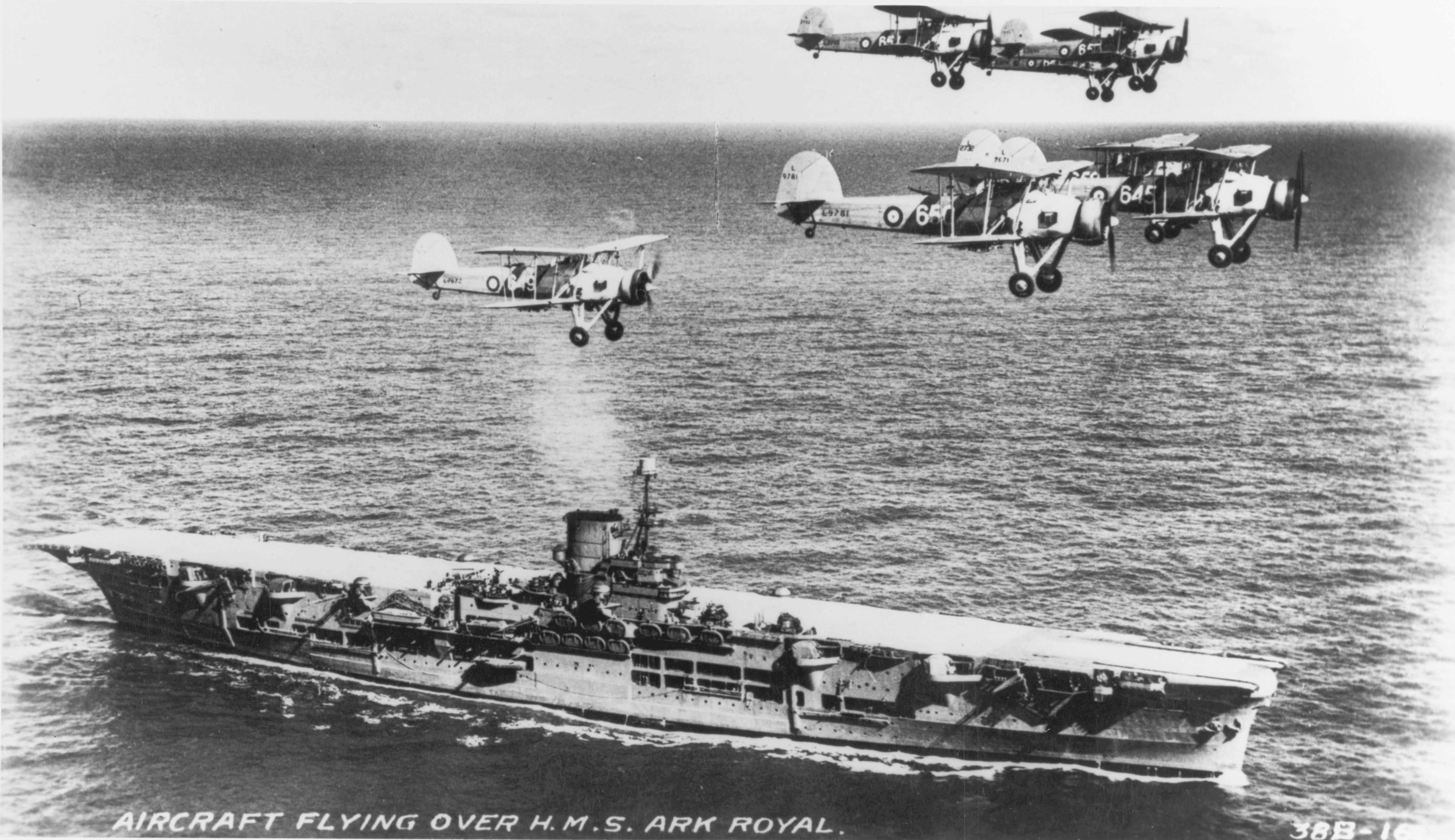
Le HMS Ark Royal en 1939, survolé par une partie de ses Fairey Swordfish.

Le début de la Seconde Guerre mondiale le 3 septembre 1939 était pressenti depuis que l'Allemagne avait positionné sa flotte de U-boote au large des côtes britanniques. Quelques heures après la déclaration, le paquebot SS Athenia est torpillé par l'Unterseeboot 30 ; ce sont ainsi plus de 65 000 tonnes de navires qui seront coulés par les U-Boote durant la première semaine de la guerre,. L'Ark Royal est déployé avec la Home Fleet vers les atterrages occidentaux avec les autres membres de son hunter-killer group. Celui-ci consiste en une flottille de destroyers et de navires anti-sous-marins regroupés autour d'un porte-avions ; ainsi, les Courageous, Hermes et Ark Royal sont concernés. Les avions embarqués à leur bord permettent d'augmenter la zone de recherche des U-Boote, mais font de ces navires des proies de choix.
Le 14 septembre, l'Ark Royal reçoit un appel de détresse du SS Fanad Head, poursuivi par le U-30 à 200 milles marins (370 km) du porte-avions. Celui-ci fait décoller ses avions afin d'aider le navire marchand, mais il est repéré par le U-39 qui tire deux torpilles. Les guetteurs repèrent leur sillage et le navire se détourne pour les éviter, elles explosent au loin sans causer de dommages. Trois destroyers de classe F appartenant à l'escorte commencent à lancer des grenades anti-sous-marines sur le sous-marin allemand, le forçant à faire surface ; l'équipage abandonne celui-ci avant qu'il ne coule. C'est le premier U-Boot coulé durant la guerre. Pendant ce temps, les avions de l'Ark Royal rejoignent le Fanad Head, abordé par des marins allemands. Les Skua attaquent le U-30, sans succès ; deux avions s'écrasent, soufflés par les explosions de leurs propres bombes. L'U-Boot s'échappe alors, après avoir récupéré les sous-mariniers présents à bord du navire britannique et les deux pilotes abattus (les observateurs s'étant noyés), puis torpillé le Fanad Head.
L'Ark Royal retourne à sa base à Loch Ewe, où il est inspecté par Winston Churchill. La destruction de l'U-39 remonte le moral des troupes, mais l'attaque manquée sur le porte-avions et le torpillage du Courageous le 17 septembre convainquent l'Amirauté qu'il est trop dangereux de risquer des porte-avions de cette manière : le concept de hunter-killer group formé autour d'un porte-avions est alors abandonné.
Le 25 septembre, l'Ark Royal participe au sauvetage du sous-marin Spearfish, endommagé par des navires allemands au large de Horns Rev. Le lendemain, alors qu'il rentre en Angleterre avec le Spearfish, accompagné des cuirassés Nelson et Rodney, il est repéré par trois hydravions Dornier Do 18 de la Luftwaffe. Le porte-avions fait décoller trois Blackburn B-24 Skua afin de les éloigner : un des Dornier est abattu. Il s'agit là de la première victoire aérienne britannique de la guerre.
Le commandant du groupe aérien de l'Ark Royal, conscient que les deux Dorniers restants vont signaler l'emplacement des navires, ordonne que les avions soient bien arrimés et les canons antiaériens mis en batterie. Quatre bombardiers Junkers Ju 88 du Kampfgeschwader 30 apparaissent peu après : trois sont éloignés par les tirs antiaériens, mais le quatrième réussit à larguer une bombe de 1 000 kilos sur le porte-avions. Celui-ci vire serré sur tribord, évitant la bombe qui tombe dans l'océan 30 mètres à tribord, envoyant une gerbe d'eau sur le navire. Les pilotes allemands n'ont pas le temps de voir si le porte-avions est touché ; un vol de reconnaissance ne réussissant à repérer que les deux cuirassés un peu plus tard, les Allemands revendiquent alors la destruction de l'Ark Royal. Afin de prouver l'erreur de la propagande allemande avant qu'elle n'ait d'effet sur le moral des Alliés, Winston Churchill assure le président des États-Unis Franklin Delano Roosevelt que le porte-avions n'est pas endommagé et invite l'attaché naval américain à voir celui-ci à quai. L'attaché naval britannique à Rome reçoit pour instruction de convaincre le premier ministre italien Benito Mussolini que le navire est toujours en service. Cet épisode embarrasse alors grandement Joseph Goebbels et l'appareil de propagande nazie.

### Traque de l’Admiral Graf Spee
En octobre 1939, l'Ark Royal est redéployé au large de Freetown afin de participer à la traque du croiseur cuirassé allemand Graf Spee au large de la côte ouest de l'Afrique. Le porte-avions rejoint ainsi la Force K, et vogue de conserve avec le croiseur de bataille Renown vers l'Atlantique sud. Le 9 octobre, un avion de l'Ark Royal repère le pétrolier ravitailleur Altmark, censé réapprovisionner le Graf Spee. Le pétrolier est maquillé en navire américain sous le nom de Delmar, supercherie qui n'est pas éventée par les Britanniques. Le 5 novembre, le porte-avions capture le navire marchand allemand Uhenfels, qui essayait de rejoindre l'Allemagne ; celui-ci reprendra du service plus tard avec les Britanniques comme cargo sous le nom de Empire Ability,. De nombreux navires marchands sous pavillon neutre sont repérés par les avions de reconnaissance de l'Ark Royal ; par deux fois, leur équipage abandonnera le navire, pensant subir une attaque. Dans le cas d'un cargo norvégien, une note est parachutée dans un sac pour expliquer la situation à l'équipage, qui regagne son navire. Dans le second cas, un cargo belge, la même tentative se soldera par un échec, le sac atterrissant dans la cheminée du navire.
Pendant ce temps, le Graf Spee a fait halte à Montevideo afin de réparer les dommages subis durant la bataille du Rio de la Plata. Deux croiseurs de la Royal Navy suivent le navire, patrouillant à l'entrée du port tout en signalant sa position à la flotte. L'Ark Royal et le Renown reçoivent l'ordre de rejoindre les navires britanniques au large du port, mais ils sont alors à 36 heures de leur destination. L'attaché naval britannique a alors recours à un stratagème pour faire croire aux Allemands que les deux navires capitaux sont déjà arrivés : une commande de carburant pour le porte-avions est faite à Buenos Aires, 140 milles marins (259 km) à l'ouest de Montevideo. L'information est divulguée dans la presse et arrive aux oreilles de l'ambassade allemande à Montevideo, qui la communique au capitaine du Graf Spee, Hans Langsdorff. Cette manœuvre contribue à la décision prise par Langsdorff de saborder son navire.

### Retour en Europe et la campagne de Norvège
Le Graf Spee coulé, l'Ark Royal reste dans l'Atlantique quelque temps avant d'escorter le croiseur lourd Exeter, endommagé, vers Devonport Dockyard où ils arrivent en février 1940. Ensuite, le porte-avions rallie Portsmouth afin de se ravitailler, puis rejoint Scapa Flow. À son arrivée, il transfère ses Blackburn Skuas à la base de Hatston pour renforcer les défenses du mouillage. L'Ark Royal est ensuite affecté à la Mediterranean Fleet pour des manœuvres, et quitte Scapa Flow le 31 mars pour Alexandrie, en compagnie du porte-avions Glorious. Les deux bâtiments arrivent dans l'est de la Méditerranée le 8 avril, mais les manœuvres sont annulées un jour plus tard. Les porte-avions rallient alors Gibraltar pour y attendre de nouvelles instructions.

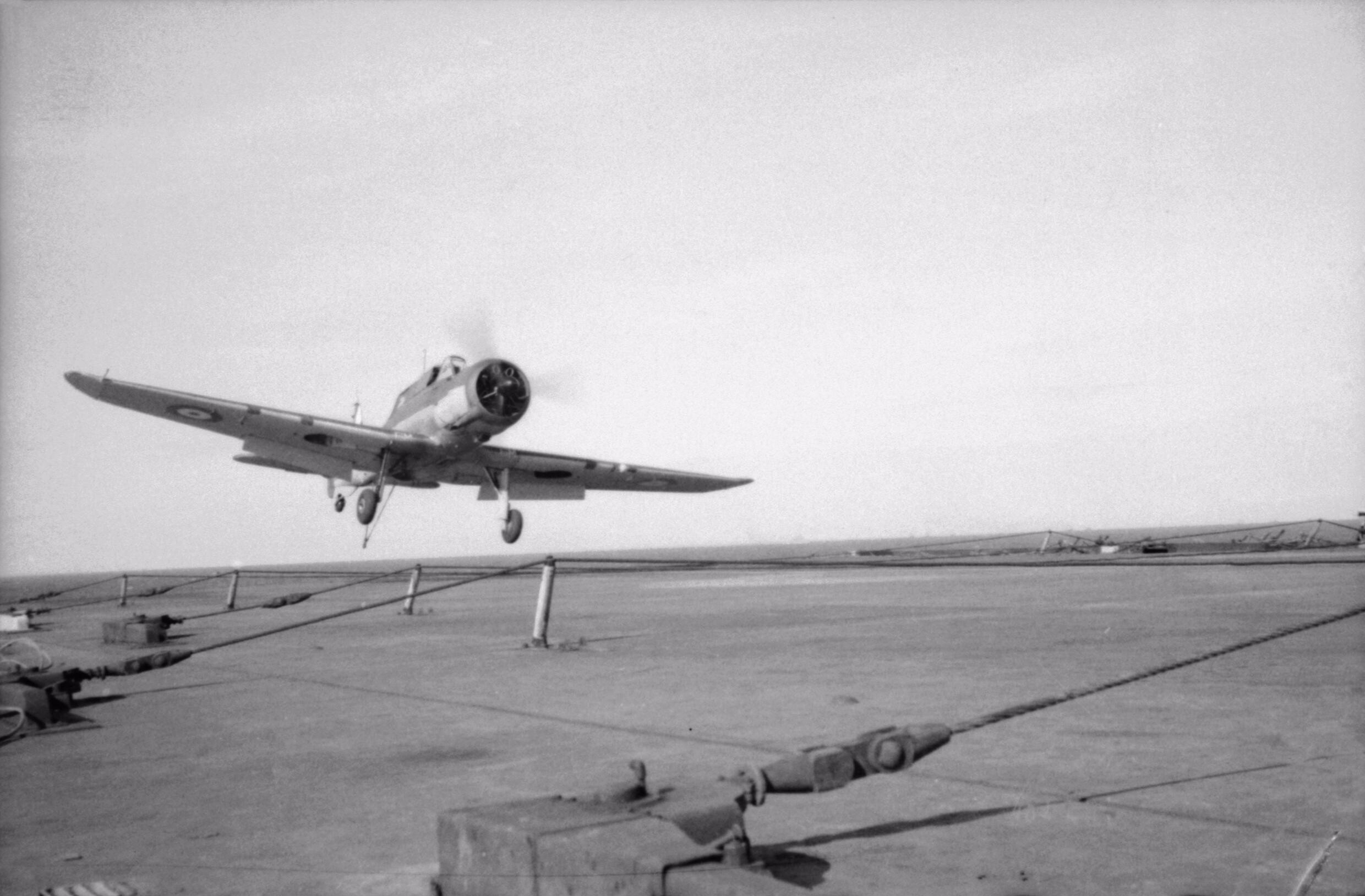
Un Blackburn B-24 Skua appontant sur l'Ark Royal. Ces avions constituent la principale force de frappe de la Fleet Air Arm durant la Seconde Guerre mondiale.

Les forces allemandes ont entre-temps envahi la Norvège lors de l'opération Weserübung (le 9 avril), et ont sécurisé plusieurs accès à la côte. Les tentatives de la Royal Navy d'apporter son support aux troupes britanniques s'avèrent infructueuses car les attaques aériennes ont submergé les navires, coulant le Gurkha et coulant presque le Suffolk. Réalisant que les troupes au sol avaient besoin de support aérien, mais consciente que la côte norvégienne est hors de portée des bases terrestres britanniques, l'Amirauté rappelle l'Ark Royal et le Glorious le 16 avril.
L'Ark Royal et le Glorious arrivent à Scapa Flow le 23 avril 1940 et prennent immédiatement la mer. Ils sont envoyés vers la Norvège en compagnie des croiseurs Curlew et Berwick et des destroyers Hyperion, Hereward, Hasty, Fearless, Fury et Juno : c'est la première fois que la Royal Navy déploie des porte-avions dans le but de fournir une couverture aérienne à d'autres navires. Le 25 avril, le groupe prend position au large des côtes ; l'Ark Royal se trouve à 120 milles marins (222 km) au large afin de réduire les probabilités d'une attaque aérienne. Ses avions mènent des patrouilles anti-sous-marines, fournissent une couverture aux autres navires et mènent des frappes sur des navires et des cibles sur le rivage. Le porte-avions retourne à Scapa Flow le 27 avril afin d'y faire le plein et remplacer les avions perdus ou endommagés, avant de revenir le jour même escorté par le cuirassé HMS Valiant. Durant le trajet de retour, l'Ark Royal est attaqué par des Junkers Ju 88 et des Heinkel He 111 allemands venant de Norvège. Le porte-avions s'en sort intact et reprend sa position le 29 avril.
À ce moment-là, le haut commandement britannique réalise qu'il ne peut contenir les troupes allemandes dans le sud de la Norvège ; commence alors l'évacuation des troupes alliées de Molde et Åndalsnes, l'Ark Royal fournissant une couverture aérienne à partir du 30 avril. Le 1er mai, les Allemands essaient de couler le porte-avions, plusieurs attaques aériennes se succédant dans la journée. Les chasseurs du porte-avions et un barrage antiaérien conséquent repoussent l'ennemi, et bien que plusieurs bombes soient larguées sur le navire, aucune ne le touche. L'évacuation se termine le 3 mai, et l'Ark Royal retourne à Scapa Flow afin de s'y réapprovisionner avant de retourner en Norvège. Alors qu'il est au port, le capitaine de vaisseau Power est désigné pour l'Amirauté et est remplacé par le capitaine de vaisseau Cedric Holland. Lors du trajet vers la Norvège, l'Ark Royal reçoit l'ordre de fournir un appui aérien aux opérations se déroulant autour de Narvik, parmi lesquelles un débarquement de troupes françaises. Il est rejoint le 18 mai par les porte-avions Glorious et Furious.
Malgré tous ces efforts, il est clair que les troupes françaises sont sur le point de craquer, et la Norvège n'est qu'un champ de bataille secondaire comparé à l'avance allemande vers la Manche. L'opération Alphabet est alors mise en place afin d'évacuer les troupes alliées de Narvik vers la Grande-Bretagne. L'Ark Royal et le Glorious, escortés par les destroyers Highlander, Diana, Acasta, Ardent et Acheron font route vers Scapa Flow le 1er juin afin de protéger l'évacuation, qui commence le jour suivant. L'Ark Royal lance alors des patrouilles aériennes et des raids aériens du 3 au 6 juin, avant d'être redéployé vers Narvik le 7 juin. Le jour suivant, le Glorious, escorté par l'Acasta et l'Ardent, est renvoyé en Grande-Bretagne. Les trois navires sont attaqués et coulés par les cuirassés allemands Scharnhorst et Gneisenau. Malgré les recherches lancées par les avions de l'Ark Royal, ces deux navires allemands rentrent à Trondheim sans être inquiétés.
Le dernier convoi d'évacuation quitte Narvik le 9 juin. Avant que les navires britanniques n'aient pu se retirer, un raid aérien lancé sur Trondheim localise le Scharnhorst. Une attaque par les avions de l'Ark Royal est alors prévue pour le 13 juin à minuit et se solde par un désastre. Alors que les avions décollent du bâtiment, les destroyers de son escorte Antelope et Electra se percutent dans le brouillard et rentrent en Angleterre pour y être réparés. De plus, huit des quinze Skuas participant au raid sont abattus, alors que le cuirassé allemand s'en sort indemne. L'Ark Royal rentre à Scapa Flow le jour suivant et est affecté à la Mediterranean Fleet.

### Déploiement en Méditerranée
L'Ark Royal quitte alors Scapa Flow en compagnie du croiseur de bataille Hood et de trois destroyers, et arrive à Gibraltar le 23 juin 1940. Il rejoint la Force H sous les ordres du vice-amiral James Fownes Somerville. Après la capitulation de la France, les Britanniques sont préoccupés par le fait que la flotte française présente à Mers el-Kébir puisse tomber entre les mains des forces de l'Axe et ainsi redistribuer les cartes en Méditerranée, affectant le déroulement de la guerre. Le commandant du porte-avions, Cedric Holland, ancien attaché naval britannique à Paris, est envoyé négocier la reddition ou le sabordage de la flotte française. Les navires de la Force H sont déployés au large du port, et lorsque les amiraux français refusent les termes de l'accord proposé, ils ouvrent le feu sur les navires français. Durant la bataille qui suit, les avions de l'Ark Royal font des vols de repérage pour identifier des cibles pour l'artillerie des navires britanniques. Le cuirassé français Strasbourg réussit néanmoins à s'échapper, malgré les attaques menées par les Swordfish de l'Ark Royal. Deux jours après le début de la bataille, des avions du porte-avions immobilisent le cuirassé Dunkerque, échoué durant l'attaque initiale.

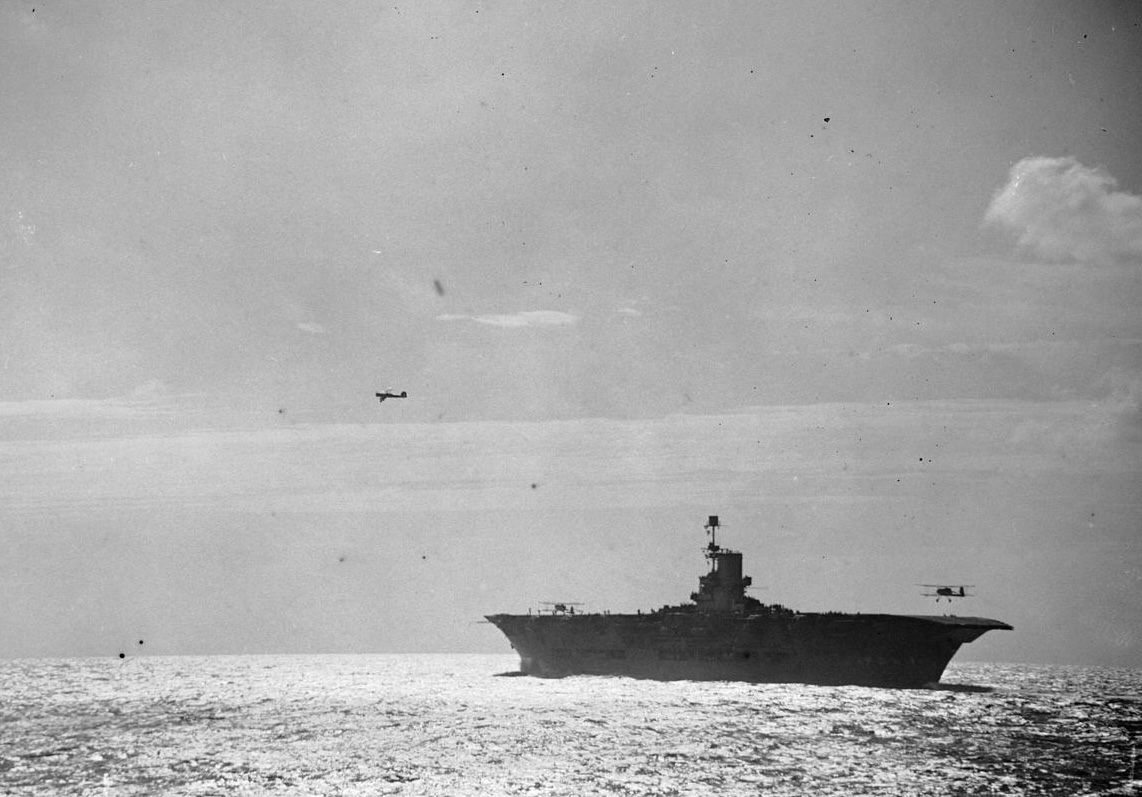
Un Swordfish apponte sur l'Ark Royal, pendant qu'un Skua fait des cercles au-dessus.

Ayant diminué la menace représentée par la flotte française en Méditerranée, la Force H se prépare à attaquer les Italiens, et part de Gibraltar le 8 juillet. L'escadre est attaquée par des bombardiers italiens huit heures après son départ, et bien qu'elle s'en sorte sans dommage, Somerville annule les raids prévus et rentre à Gibraltar. Durant le mois de juillet, la colonie britannique de Malte est attaquée par les forces aériennes italiennes. En conséquence, la Force H reçoit l'ordre de livrer des Hawker Hurricane à l'île afin de renforcer ses défenses antiaériennes. Elle est ainsi déployée du 31 juillet au 4 août, le porte-avions Argus transportant les avions pendant que l'Ark Royal est chargé de la couverture aérienne. Le 2 août, celui-ci lance un raid victorieux contre la base aérienne de Cagliari.
La Force H reste à Gibraltar jusqu'au 30 septembre, où elle escorte des renforts à destination de la flotte de l'amiral Andrew Cunningham basée à Alexandrie. Lors du trajet, des attaques de diversion sont prévues sur les bases aériennes italiennes d'Elmas et de Cagliari afin d'éloigner les forces ennemies des renforts ainsi que d'un convoi ravitaillant Malte. Les attaques sont menées le 1er octobre et sont un succès ; la flotte atteint Alexandrie sans avoir attiré l'attention des forces aériennes italiennes. D'Alexandrie, l'Ark Royal est envoyé vers l'Afrique de l'Ouest afin de soutenir les tentatives britanniques d'encourager les colonies encore sous le régime de Vichy de faire allégeance à la France libre. Durant les négociations, plusieurs avions de la France libre partent du porte-avions, mais leurs équipages sont arrêtés à leur arrivée à Dakar. Les négociations échouent, et des bombardiers de l'Ark Royal sont envoyés attaquer les infrastructures militaires durant la tentative avortée de prendre Dakar par la force. Après cela, le porte-avions retourne en Grande-Bretagne afin d'y être caréné ; il accoste à Liverpool le 8 octobre après avoir été escorté par les HMS Fortune, Forester et Greyhound. Les opérations de maintenance, qui durent jusqu'au 3 novembre, consistent en des réparations sur les machines et l'installation d'un nouveau filet d'arrêt pour les avions.

Des bombes larguées par un avion italien tombent à l'arrière de l'Ark Royal durant la bataille du cap Teulada.

Après ces travaux, l'Ark Royal, accompagné des HMS Barham, Berwick, et Glasgow, fait route vers Gibraltar, qu'il atteint le 6 novembre 1940. Les navires rejoignent la Force H qui est chargée d'escorter des convois vers Alexandrie et Malte ; après plusieurs voyages, l'un des convois de Malte part de Gibraltar le 25 novembre. Une flotte italienne, menée par les cuirassés Giulio Cesare et Vittorio Veneto, est envoyée afin d'intercepter le convoi. Celle-ci est repérée par un avion de reconnaissance de l'Ark Royal ; un raid aérien composé de bombardiers-torpilleurs Swordfish décolle alors de celui-ci, pendant que les navires de la Force H foncent sur l'ennemi. Durant la bataille qui en résulte, le destroyer italien Lanciere est endommagé, bien qu'il soit incertain que ce soit par des torpilles aéroportées ou par l'artillerie des navires. Les Britanniques prennent le Lanciere pour un croiseur, alors que de son côté le commandement italien reçoit des rapports incorrects relatant le fait que le croiseur Bolzano a été touché. Les Britanniques n'endommagent aucun autre navire, et une contre-attaque aérienne italienne sur l'Ark Royal se révèle inefficace, aucune bombe ne touchant le porte-avions. L'issue de la bataille est indécise, bien que le convoi allié réussisse à atteindre Malte sain et sauf.
Le 14 décembre 1940, l'Ark Royal et la Force H sont déployés en Atlantique afin de mener une recherche d'éventuels raiders présents aux Açores. Le porte-avions rentre en Méditerranée le 20 décembre, escortant le cuirassé HMS Malaya et plusieurs navires marchands vers Malte, qu'il atteint le 27 décembre. La Force H est ensuite impliquée dans l'opération Excess : elle consiste en l'envoi de plusieurs convois à travers la Méditerranée afin de soutenir la Western Desert Force, qui essaie de repousser les forces italiennes de l'Égypte vers la Libye. Durant le mois qui suit, le contrôle exercé par les Britanniques sur la Méditerranée est affaibli, en particulier en raison de l'intervention de la Luftwaffe et la quasi-perte du porte-avions HMS Illustrious. La Mediterranean Fleet est mise sous pression par les forces de l'Axe dans l'est de la Méditerranée, alors que le port britannique de Gibraltar est en passe d'être perdu si les Espagnols s'allient avec les Allemands au lieu de rester un pays non-belligérant. Afin de soulager la Mediterranean Fleet tout en démontrant la supériorité britannique aux Espagnols, l'Amirauté et l'amiral Cunningham prévoient d'utiliser les bombardiers Swordfish de l'Ark Royal dans des raids contre des cibles italiennes, escortés par des formations maritimes imposantes. Le premier bombardement intervient le 2 janvier sur le barrage du Tirso en Sardaigne, mais c'est un échec. Les avions de l'Ark Royal ont plus de succès le 6 janvier lors du bombardement du port de Gênes. Ses avions assurent aussi la couverture aérienne du croiseur de bataille Renown et du cuirassé Malaya pendant que ceux-ci canonnent le port. Le 9 janvier, l'Ark Royal envoie ses avions bombarder la raffinerie de pétrole de La Spezia et larguer des mines dans le port ; les deux opérations sont une réussite.

### Poursuite duScharnhorstet duGneisenau
Début février 1941, les cuirassés Scharnhorst et Gneisenau font route vers l'Atlantique, comme le leur a ordonné le Großadmiral Erich Raeder, commandant de la Kriegsmarine. Le but de leur mission est de perturber le commerce et les liaisons des Alliés dans la zone afin d'y attirer des navires capitaux qui auraient pu être utilisés dans d'autres zones de combat. Le 8 mars, la Force H reçoit l'ordre de rallier les îles Canaries afin de rechercher les navires allemands et de protéger les convois alliés transitant dans la zone en provenance des États-Unis. Les avions de l'Ark Royal ont pour mission de trouver les navires capturés par les Allemands et renvoyés en Allemagne avec un équipage de prise. Trois navires sont localisés le 19 mars : deux se sabordent et le troisième, le SS Polykarp, est repris.
Le soir du 21 mars 1941, un Fairey Fulmar de l'Ark Royal survole par hasard le Scharnhorst et le Gneisenau. À cause d'un problème de radio, l'équipage doit retourner au porte-avions afin de rendre compte de sa trouvaille ; pendant ce temps, les navires allemands ont eu le temps de disparaître dans le brouillard. Le jour suivant, l'Ark Royal relance plusieurs patrouilles aériennes dans l'espoir de retrouver les cuirassés. Durant la journée, un problème de catapulte provoque la destruction d'un Fairey Swordfish : la machine précipite le fuselage de l'avion par-dessus bord à l'avant du porte-avions. Celui-ci, incapable de s'arrêter, passe par-dessus l'avion ; alors qu'il est au-dessus du Swordfish, les charges de profondeur de l'avion explosent. Le Scharnhorst et le Gneisenau réussissent à regagner Brest sans être inquiétés par les Britanniques. L'Ark Royal retourne quant à lui à Gibraltar pour y subir des réparations, et y arrive le 24 mars.

### Convois de Malte

L'Ark Royal (à gauche) et le Renown (à droite), attaqués par des bombardiers italiens, répliquent par un barrage d'artillerie antiaérienne.

L'Ark Royal passe le mois d'avril à escorter des convois, livrer des avions à Malte et faire des incursions dans l'Atlantique pour y chasser les raiders. En mai 1941, l'Afrika Korps d'Erwin Rommel traverse l'Afrique du Nord en direction du canal de Suez, repoussant la Western Desert Force. Ses forces proches de la défaite et ses bases stratégiques menacées, le Haut Commandement britannique prend le risque d'envoyer un convoi traverser la Méditerranée jusqu'à Alexandrie. Il est constitué de cinq grands navires de transport, escortés par l'Ark Royal, le croiseur de bataille Renown, le cuirassé Queen Elizabeth, les croiseurs Sheffield, Naiad, Fiji, et Gloucester et plusieurs destroyers de la 5e flottille de destroyers. Peu avant le départ du porte-avions, le commandant Holland quitte le navire afin de se remettre du stress et de sa mauvaise santé ; il est remplacé par le captain Loben Maund. Le convoi quitte Gibraltar le 6 mai, mais est repéré par un avion italien. Escorté par plusieurs navires capitaux et limité à une vitesse de 14 nœuds (25,9 km/h), il représente alors une cible tentante pour les forces de l'Axe, qui mobilisent plusieurs avions pour l'attaquer.
L'assaut a lieu le 8 mai, d'abord mené par les Italiens puis par les Allemands. Durant cette journée, 12 des Fairey Fulmar de l'Ark Royal (tous ceux disponibles à ce moment-là) repoussent plus de 50 avions ennemis avec l'aide du radar du Sheffield et des canons antiaériens des navires d'escorte,. Durant les premières vagues, un Fulmar est abattu, tuant le flight lieutenant Rupert Tillard et le lieutenant Mark Somerville ; un autre est détruit mais l'équipage est récupéré sain et sauf, et plusieurs autres sont endommagés. Seulement sept appareils restent opérationnels pour affronter la Luftwaffe et ses 34 avions ; une attaque est encore repoussée juste avant la tombée de la nuit par deux avions et un feu nourri des navires d'escorte. Le convoi continue sa route, ne subissant que des dégâts mineurs provoqués principalement par des mines qui endommagent l'Empire Song et le New Zealand Star, les deux navires arrivant tout de même à destination. L'Ark Royal subit une autre attaque aérienne le 12 mai durant son voyage de retour à Gibraltar. Plus tard dans le mois, accompagné du porte-avions Furious, il livre plusieurs Hawker Hurricane à Malte.

### Attaque décisive contre leBismarck

Un Fairey Swordfish de l'Ark Royal revient d'une attaque à la torpille sur le Bismarck.

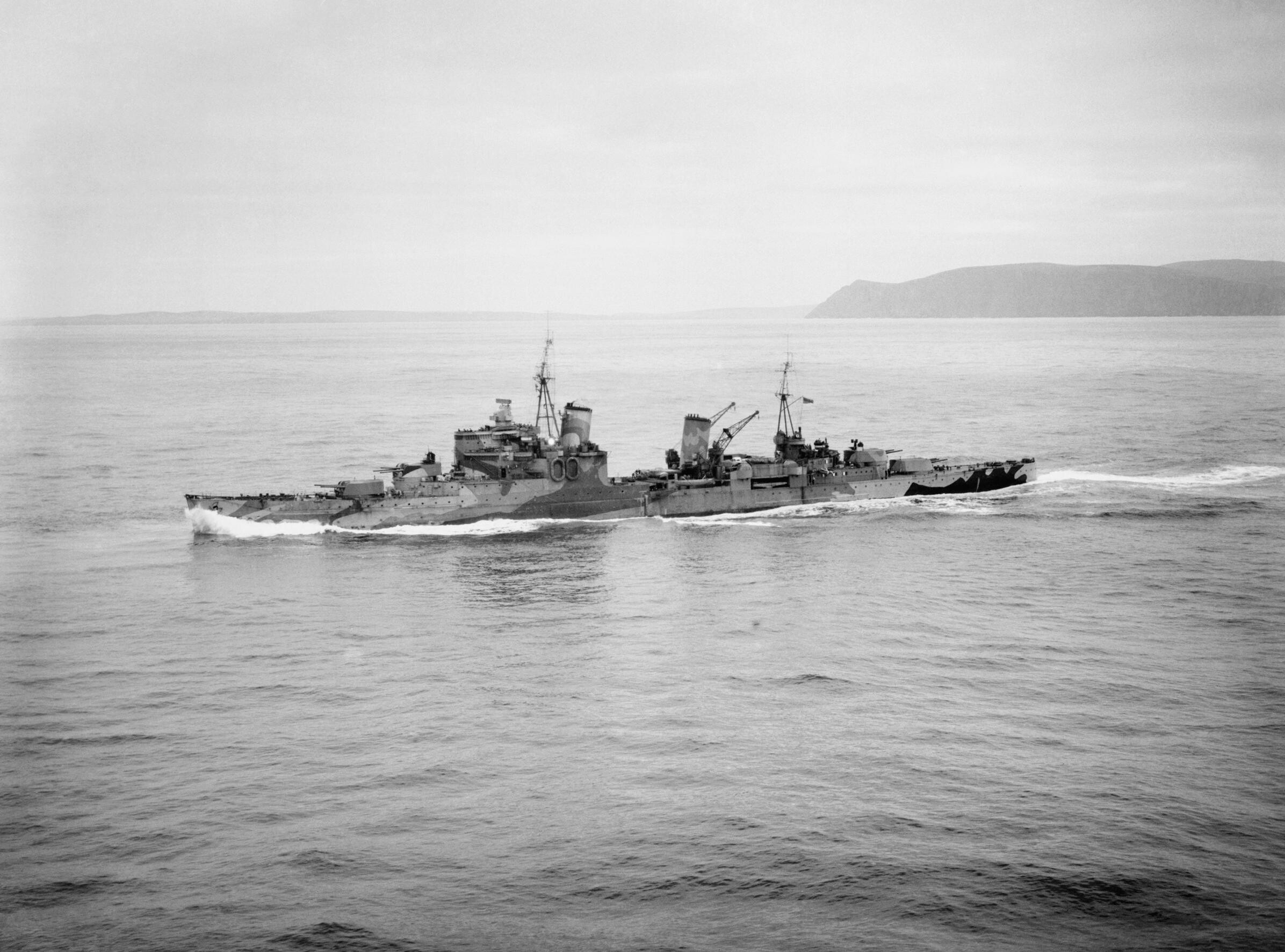
HMS SHEFFIELD, 28 octobre 1941

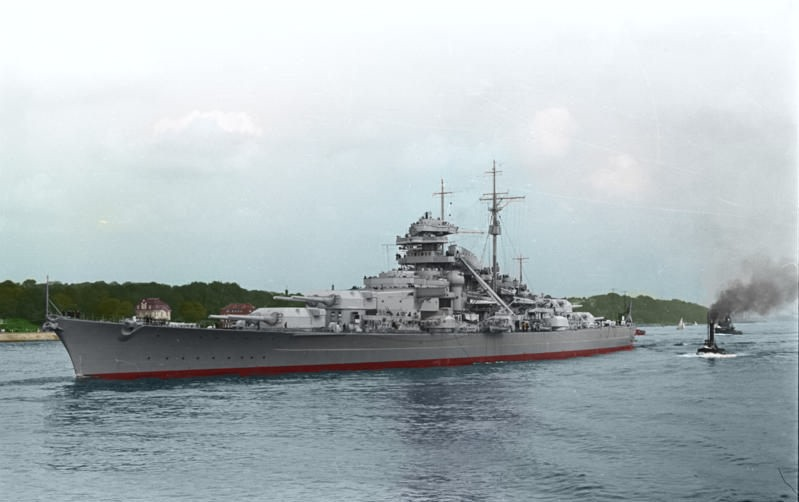
Le Bismarck en 1941

Le 18 mai 1941, le cuirassé allemand Bismarck et le croiseur lourd Prinz Eugen commencent l'opération Rheinübung : ils pénètrent dans l'Atlantique afin d'attaquer le commerce ennemi. Après avoir coulé le croiseur de bataille Hood et endommagé le cuirassé Prince of Wales durant la bataille du détroit de Danemark, le Bismarck s'est défait de ses poursuivants et se dirige vers la façade atlantique de la France. L'Ark Royal, le Renown et le Sheffield, accompagnés des destroyers Faulknor, Foresight, Forester, Fortune, Foxhound, et Fury, sont envoyés dans l'Atlantique le 23 mai afin de trouver le cuirassé allemand. Le 26 mai, un Swordfish repère le Bismarck et commence à le suivre, pendant que la Home Fleet se lance à sa poursuite.
Au moment de la détection du cuirassé allemand, les navires britanniques sont à 130 milles marins (241 km) et n'auraient pas pu le rattraper avant qu'il n'atteigne Saint-Nazaire. Quinze bombardiers Swordfish sont équipés de torpilles et décollent afin de le ralentir. Le Sheffield, qui file aussi le Bismarck, se trouve alors entre l'Ark Royal et le navire allemand. Les avions prennent le croiseur britannique pour celui-ci et larguent leurs torpilles. Celles-ci sont équipées de détonateurs magnétiques défectueux, et la plupart explosent à leur entrée dans l'eau, et le Sheffield réussit à éviter les autres. Après avoir compris son erreur, l'un des pilotes envoie le message « Désolé pour le hareng fumé » au croiseur.
À leur retour sur l'Ark Royal, les Swordfish sont équipés de torpilles à détonation par contact, et décollent à 19 h 15 pour un second raid ; ils repèrent le Bismarck peu avant le coucher du soleil et se lancent à l'attaque. Trois torpilles touchent le cuirassé : deux à l'avant de la salle des machines, la troisième à l'arrière sur bâbord, ce qui bloque son gouvernail de 15° sur bâbord. Le Bismarck se met alors à faire des ronds dans l'eau jusqu'à ce qu'une combinaison correcte de la vitesse des différentes hélices ne lui permette de maintenir son cap ; avec l'état de la mer et des vents de force 8 en cours, cela l'envoie droit vers les navires britanniques, avec une capacité de manœuvre quasi nulle. Le cuirassé allemand subit les attaques britanniques durant la nuit du 26 mai, et le feu des cuirassés King George V et Rodney achève le Bismarck le lendemain matin : celui-ci se saborde et coule à 10 h 39 le 27 mai.

### Retour en Méditerranée

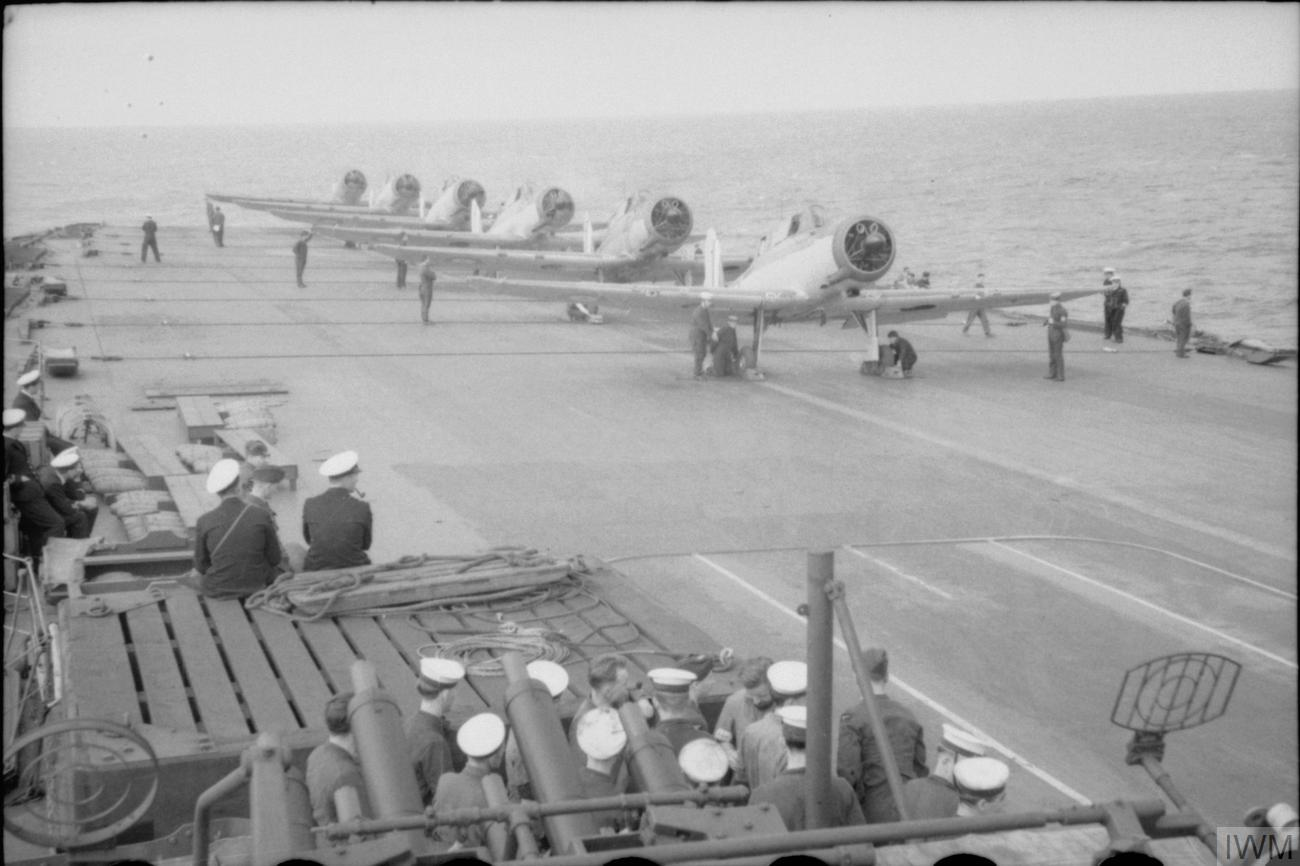
Six Blackburn Skuas du No. 800 Squadron Fleet Air Arm alignés sur le pont avant leur décollage.

L'Ark Royal et les navires de la Force H rentrent à Gibraltar le 29 mai 1941. Malgré la bonne nouvelle du naufrage du Bismarck, la position des Alliés en Méditerranée s'affaiblit. La Grèce et la Crète sont tombées entre les mains des forces de l'Axe, et l'Afrika Korps se prépare à lancer l'assaut final en Égypte. Malte reste une base importante en Méditerranée, mais la pression exercée par les attaques aériennes italiennes et allemandes se fait de plus en plus lourde ; de plus, elle ne peut plus être ravitaillée depuis l'est depuis la perte de la Crète.
L'Ark Royal entre alors en jeu : il livre des avions à Malte durant plusieurs voyages en juin et en juillet et escorte plusieurs convois durant les opérations Substance en juillet et Halberd en septembre. Malgré des pertes, les convois sont un succès et permettent à Malte de continuer à combattre. La présence constante des Alliés à Malte est un problème pour Rommel en Afrique, alors qu'il perd près d'un tiers du ravitaillement qui lui est destiné depuis l'Italie à cause des sous-marins et des bombardiers basés sur l'île. Adolf Hitler décide alors d'envoyer une flottille d'U-boote en Méditerranée afin d'attaquer les convois alliés, malgré les réticences du Großadmiral Raeder.

### Torpillage et perte du navire
Le 10 novembre 1941, l'Ark Royal transporte des avions à Malte avant de retourner à Gibraltar. L'amiral Somerville ayant été averti que plusieurs U-Boote maraudent au large des côtes espagnoles, il appelle la Force H à la vigilance. Or, dans les parages, rôde l' U-81 du Kapitänleutnant Friedrich Guggenberger, qui a reçu des informations selon lesquelles la Force H rentre à Gibraltar. Le 13 novembre, à 15 h 40, l'opérateur sonar du destroyer HMS Legion détecte un son non identifié, mais suppose qu'il s'agit du bruit causé par les hélices d'un destroyer voisin. Une minute plus tard, l'Ark Royal est touché en plein milieu par une torpille, entre les réservoirs à essence et la soute à bombes, à la verticale de l'îlot. L'explosion secoue le porte-avions, lançant en l'air les bombardiers chargés de torpilles et tuant le matelot de 2e classe Edward Mitchell. Un trou de 9 mètres par 40 est créé à tribord sous la ligne de flottaison, supposément par une torpille qui a touché la quille de roulis et explosé à l'intérieur du système de protection latéral. L'impact provoque l'inondation des chaudières tribord, du commutateur téléphonique, des réservoirs de carburant et de plus de 30 mètres du puisard tribord. Les générateurs tribord sont détruits, et de ce fait la moitié arrière du navire se retrouve sans électricité et sans communications internes.

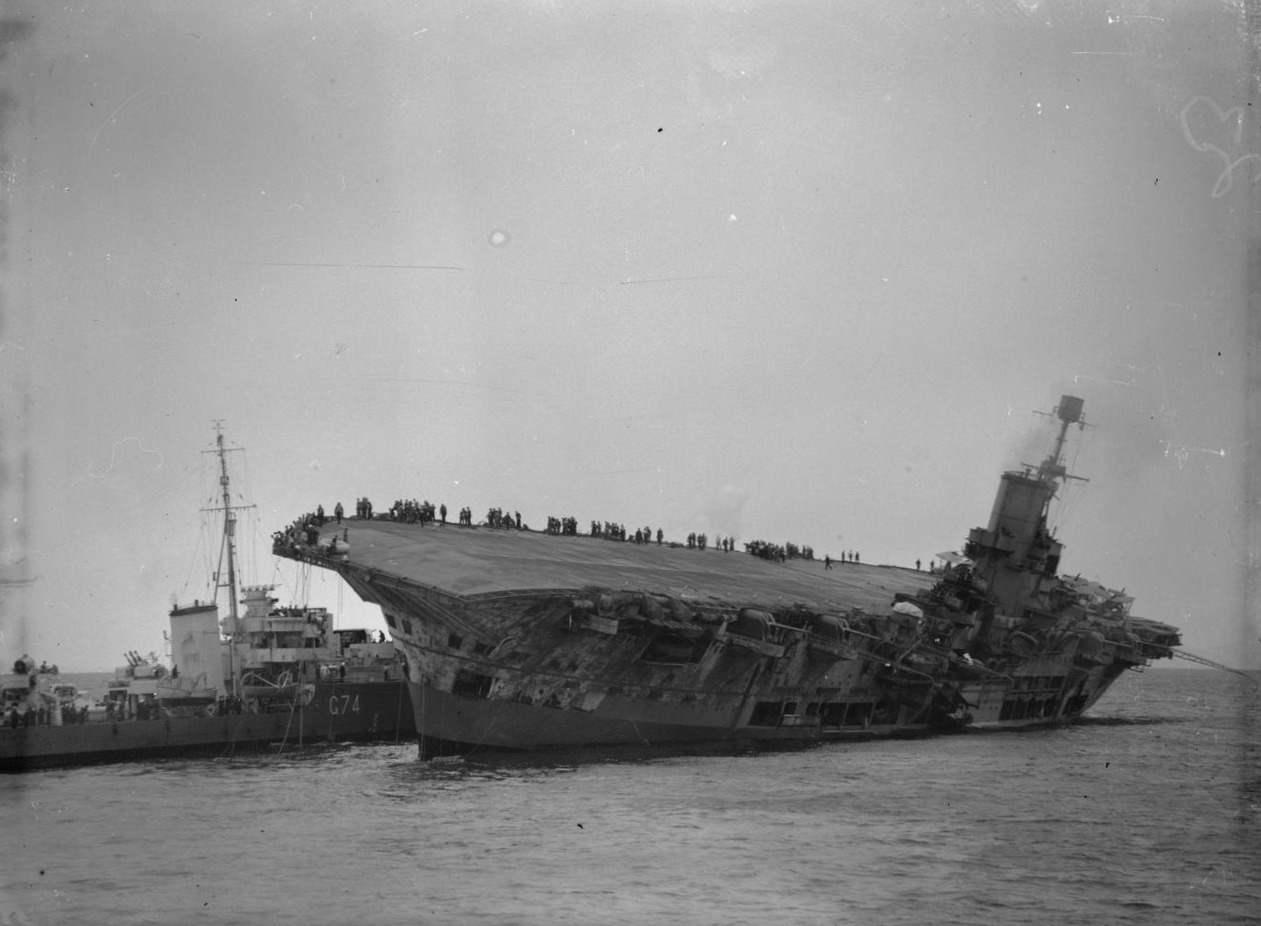
Le se rapproche de l'Ark Royal pour récupérer des survivants.

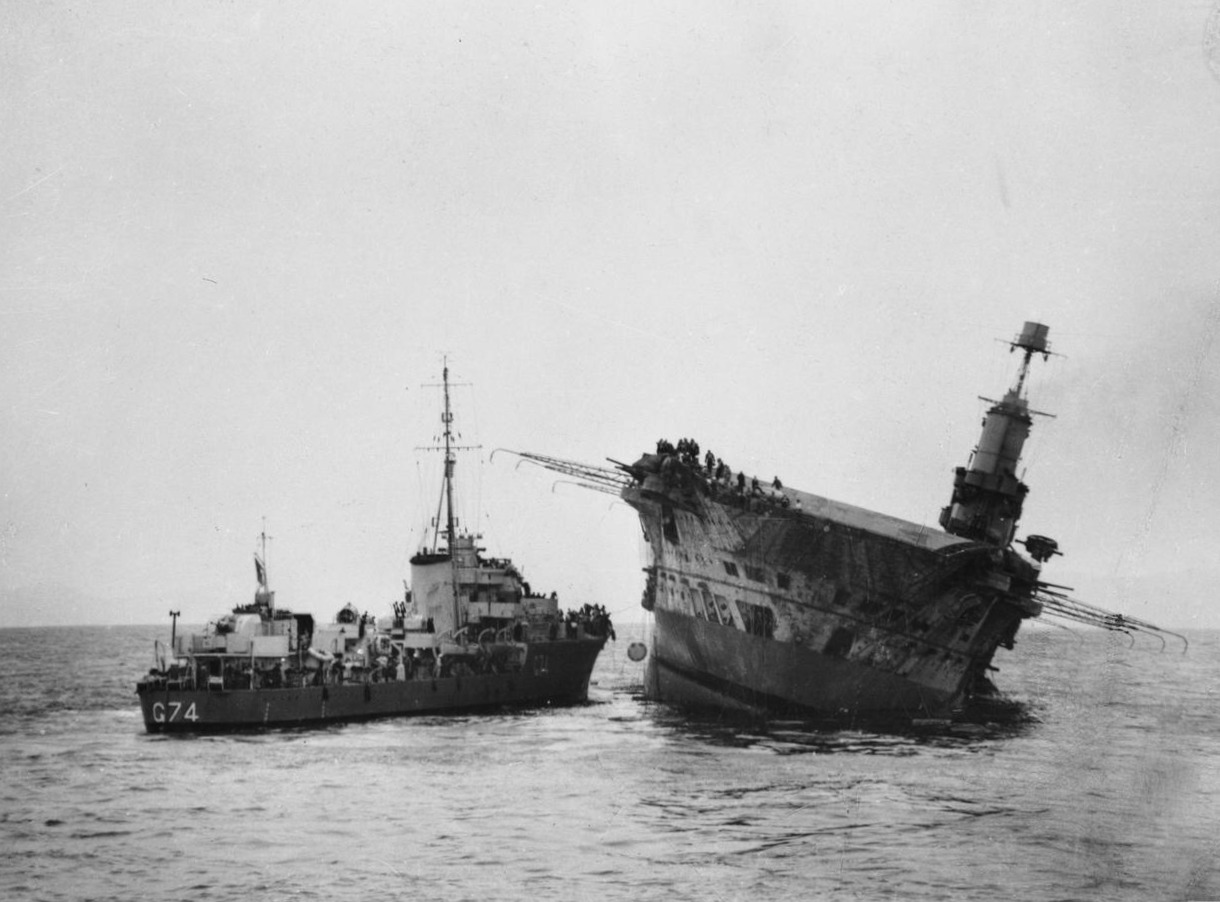
Le HMS Ark Royal, torpillé, gîte dangereusement. Le destroyer HMS Legion est à ses côtés pour secourir l'équipage.

Juste après l'attaque, le commandant Maund donne l'ordre d'arrêter les machines, sans succès ; lorsqu'il découvre que les communications sont coupées, il envoie un messager à la salle des machines. Le trou dans la coque est élargi par l'avancée du navire, et lorsque celui-ci parvient à s'arrêter, il a embarqué beaucoup d'eau et gîte sur tribord, cette gîte atteignant un angle de 18° en 20 minutes. Maund, considérant l'importance de celle-ci et le fait que les naufrages rapides du Courageous et du Glorious avaient causé beaucoup de pertes, décide d'évacuer le navire. L'équipage se rassemble sur le pont ; une partie reste sur le navire pour tenter de le sauver pendant que le reste attend que le Legion vienne à couple les récupérer. Cela explique que les tentatives de réparation du porte-avions n'aient commencé que 49 minutes après l'attaque. C'est ainsi que l'inondation se répand dans le navire rapidement, grâce aux portes et écoutilles laissées ouvertes durant l'évacuation des ponts inférieurs.
L'eau s'engouffre ainsi dans la chaufferie centrale et envahit le navire par le dessous, privant celui-ci d'énergie lorsque les adductions des chaudières sont noyées ; l'Ark Royal ne dispose pas de générateurs diesels de secours. Environ une demi-heure après l'explosion, le porte-avions paraît stable. L'amiral Somerville, déterminé à le sauver, envoie plusieurs équipes de sauvetage sur le navire avant d'envoyer le Malaya à Gibraltar pour organiser le sauvetage. Ces équipes réussissent à rallumer une chaudière, restaurant l'alimentation aux pompes de cale. Le destroyer Laforey vient à couple afin de fournir de l'énergie et des pompes supplémentaires, pendant que des avions Swordfish arrivent de Gibraltar pour patrouiller à la recherche d'éventuelles menaces sous-marines. Le remorqueur Thames arrive de Gibraltar à 20 h 0 et attache une ligne à l'Ark Royal ; l'inondation provoque cependant une augmentation de la gîte. L'eau atteint les gaines de ventilation de la chaufferie, qui courent dans la largeur du navire, forçant l'arrêt de la chaudière qui avait été rallumée.
La gîte atteint 20° entre 2 h 5 et 2 h 30 et lorsque l'ordre d'abandonner le navire est donné à 4 h 0, elle atteint 27°. À 4 h 30, le reste de l'équipage est entièrement évacué sur le Legion : ainsi, à l'exception de Mitchell, le naufrage ne fait aucune victime. Les 1 487 hommes sont transportés à Gibraltar sains et saufs. La gîte atteint ensuite 45° avant que l'Ark Royal ne chavire et ne coule à 6 h 19, le 14 novembre. Les témoins rapportent que le navire a basculé à 90°, restant dans cette position durant 3 minutes avant de se retourner. Il s'est ensuite brisé en deux, l'avant coulant en quelques minutes, suivi de la partie arrière.

### Enquête
Après le naufrage, une enquête publique est lancée afin d'éclaircir les circonstances de cette perte. Sur la base de ses conclusions, le capitaine Loben Maund est traduit en cour martiale pour négligence en février 1942. Il est reconnu coupable de deux chefs de négligence : l'un pour ne pas s'être assuré que des équipes de contrôle des dommages ne soient pas restées sur le navire après l'évacuation générale, l'autre pour ne pas s'être assuré que le navire était suffisamment prêt pour que puissent avoir lieu des tentatives de sauvetage. La commission tempère son jugement en reconnaissant que l'on attendait beaucoup de lui et qu'il avait été d'abord préoccupé par le sauvetage de son équipage.
La commission Bucknill, mise en place dans le but d'enquêter sur la perte de navires majeurs, fournit elle aussi un rapport. Celui-ci stipule que le manque de sources d'énergie de secours constitue un défaut de conception, qui contribue à la perte du navire : comme l'Ark Royal dépendait beaucoup de l'électricité pour fonctionner, une fois que les chaudières et les dynamos ont été mises hors d'usage, la perte d'énergie a rendu difficile la limitation des dégâts. La commission recommande que la conception des cloisons et des entrées des chaudières soit revue, afin de diminuer le risque d'une inondation totale de la chaufferie et de la salle des machines ; la longueur ininterrompue de la chaufferie est aussi critiquée. Ces défauts structurels sont corrigés lors de la construction des porte-avions de classes Illustrious et Implacable, alors en cours,.
La commission conclut son rapport en observant que l'Ark Royal a coulé à 22 milles marins (41 km) à l'est de Europa Point, la pointe la plus au sud de Gibraltar. Durant soixante ans, ce lieu est admis comme étant celui de l'épave du porte-avions.

## Recherche de l’épave
La localisation exacte de l'épave reste inconnue jusqu'à la mi-décembre 2002 : elle est découverte par une entreprise d'archéologie sous-marine, C & C Technologies utilisant un robot équipé d'un sonar, à 30 milles marins (56 km) de Gibraltar, par 1 000 mètres de profondeur. Cette entreprise avait été engagée par la BBC pour participer à un documentaire sur les recherches maritimes concernant les navires liés aux grandes batailles de la Royal Navy. L'Ark Royal repose sur le fond marin en deux sections, car 20 mètres de la proue se sont séparés du reste du navire. Un large champ de débris se trouve entre les deux, constitué principalement des restes de la cheminée et de l'îlot, détachés durant le naufrage, et des avions qui étaient dans les hangars. Des analyses révèlent que le côté bâbord du navire a touché le fond en premier.
L'épave est retrouvée bien plus à l'est que prévu et les chercheurs pensent alors que celle-ci a été transportée par les courants marins pendant qu'elle coulait, au travers du détroit de Gibraltar, vers l'intérieur de la Méditerranée, avant de toucher le fond. La présence de morceaux à proximité de l'épave, parmi lesquels un bombardier Swordfish, tombé du pont avant que le navire ne chavire, contredit cette théorie : les débris se seraient alors répandus sur une plus grande surface. L'explication finalement retenue est que les courants ont fortement affecté la trajectoire du porte-avions avant le naufrage, durant la tentative de remorquage vers Gibraltar. Une étude de l'épave montre aussi que la tentative faite de rallumer les chaudières a fragilisé encore plus la coque, accélérant l'inondation. Une fois le navire sans énergie, il était impossible de l'empêcher de couler : son naufrage est plus le résultat de défauts de conception que le fait de son commandant.